# Kniewo
Kniewo (dodatkowa nazwa w j. kaszub. Kniewò) – wieś kaszubska w Polsce położona w województwie pomorskim, w powiecie wejherowskim, w gminie Wejherowo. Leży w pradolinie Redy. Kniewo leży na trasie zawieszonej linii kolejowej Wejherowo-Choczewo-Lębork. Wieś jest siedzibą sołectwa Kniewo w którego skład wchodzi również Zamostne, znajduje się tu także hodowla strusi afrykańskich.

## Historia
Wieś królewska w starostwie puckim w powiecie puckim województwa pomorskiego w II połowie XVI wieku. W latach 1975–1998 miejscowość administracyjnie należała do województwa gdańskiego.
Podczas zaboru pruskiego wieś nosiła nazwę niemiecką Kniewenbruch.
Ludność miejscowości w latach:
- 1910 - 413 mieszkańców (wraz z miejscowością Zamostne)[7]
- 2006 - 321 mieszkańców
- 2011 - 349 mieszkańców
- 2014 - 359 mieszkańców
- 2016 - 386 mieszkańców
- 2023 - 427 mieszkańców[8]

## Zabytki
Zachował się drewniany budynek polskiej przedwojennej strażnicy granicznej (ul. Wejherowska 15).